# Liste des maires de L'Isle-sur-la-Sorgue
Cet article dresse une liste par ordre de mandat des maires de L'Isle-sur-la-Sorgue.

## Liste des maires
| Période                                  | Période               | Identité                                                              | Étiquette    | Qualité                                                                                     |
| ---------------------------------------- | --------------------- | --------------------------------------------------------------------- | ------------ | ------------------------------------------------------------------------------------------- |
| Les données manquantes sont à compléter. |                       |                                                                       |              |                                                                                             |
|                                          | 19 décembre 1791      | Manuel                                                                |              |                                                                                             |
| 19 décembre 1791                         | 1792                  | Jean-Baptiste Roulet                                                  |              | 1er maire d'une municipalité élue après le rattachement à la France                         |
| 1792                                     | 22 juin 1793          | Laurent Tiran                                                         | Jacobin      |                                                                                             |
| 22 juin 1793                             | 23 juillet 1793       | Joseph Croset                                                         | Girondin     | Procureur de la municipalité provisoire                                                     |
| 24 juillet 1793                          | 16 juillet 1794       | Laurent Tiran                                                         | Jacobin      | Municipalité révoquée car suspecte de corruption                                            |
| 19 juillet 1794                          | 25 novembre 1794      | Joseph Coste                                                          |              | Président de l'assemblée communale provisoire                                               |
| 26 novembre 1794                         | 29 fructidor an III   | Charles du Laurent                                                    |              |                                                                                             |
| 29 fructidor an III                      | 17 brumaire an III    | Joseph Crozet                                                         |              | Président de la commission provisoire                                                       |
| 17 brumaire an III                       | 2 germinal an V       | Dominique Rémy                                                        |              | Administrateur                                                                              |
| 2 germinal an V                          | 1er vendémiaire an VI | Joseph Arnavon                                                        |              | Administrateur                                                                              |
| 1er vendémiaire an VI                    | 4 vendémiaire         | Xavier Brouillard François Goudard Pierre Genet                       |              | Administrateurs provisoires                                                                 |
| 4 vendémiaire                            | 1er floréal an VI     | Xavier Brouillard Henry Barnouin Dominique Bonnard Louis Joseph David |              | Administrateurs provisoires                                                                 |
| 1er floréal an VI                        | 25 ventôse an VII     | Xavier Tiran                                                          |              | Président (le conseil est suspendu car trop marqué par le jacobinisme)                      |
| 25 ventôse an VII                        | 25 brumaire an VIII   | Xavier Tiran                                                          |              | Président Nommé inspecteur des fournitures militaires                                       |
| 25 brumaire an VIII                      |                       | Guillaume Rémy                                                        |              | Président                                                                                   |
| Les données manquantes sont à compléter. |                       |                                                                       |              |                                                                                             |
| 1871                                     | 1874                  | Adolphe Michel Israël Abram                                           |              |                                                                                             |
| Les données manquantes sont à compléter. |                       |                                                                       |              |                                                                                             |
| 1888                                     | 1905                  | Paul Marius Monition                                                  |              | Vice-président du conseil général et Chevalier de la légion d'honneur et du mérite agricole |
| Les données manquantes sont à compléter. |                       |                                                                       |              |                                                                                             |
|                                          |                       | Jean Courtet                                                          |              |                                                                                             |
| Les données manquantes sont à compléter. |                       |                                                                       |              |                                                                                             |
| 1945                                     | 1965                  | Augustin Mourna (1889-1965)                                           | SFIO         | Négociant en volailles, propriétaire viticulteur Conseiller général (1937-1940)             |
| 1965                                     | 1971                  | Jean-Pierre Roux                                                      | UNR          | Ingénieur                                                                                   |
| Les données manquantes sont à compléter. |                       |                                                                       |              |                                                                                             |
|                                          | 1988                  | Xavier Battini                                                        | Centre droit | Enseignant                                                                                  |
| 1988                                     | 1995                  | Robert Bouffier                                                       | Centre droit | Meunier                                                                                     |
| 1995                                     | 2000                  | Robert Vasse                                                          | Centre droit | Pharmacien                                                                                  |
| 2000                                     | 2001                  | Régis Soubrat                                                         | Centre droit |                                                                                             |
| 2001                                     | 2008                  | Michel Fuillet                                                        | PS           | Médecin biologiste                                                                          |
| 2008                                     | en cours              | Pierre Gonzalvez                                                      | UMP puis LR  | Président de la Communauté de communes                                                      |